# Apadana

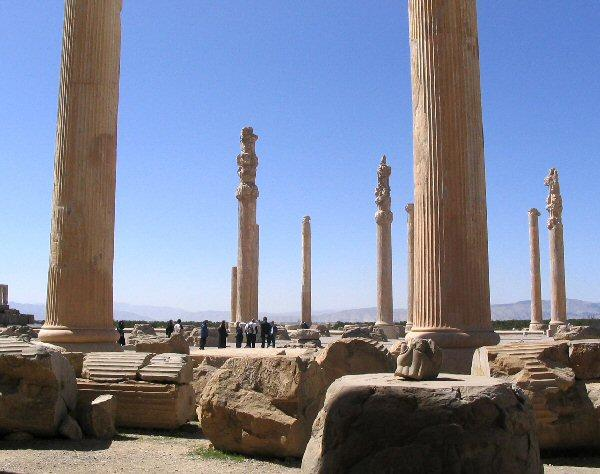
Imatge de l'apadana del palau de Persèpolis.

Una apadana (آپادانا en persa) era una sala hipòstila d'audiències en els palaus dels antics reis perses. Les tres grans apadanes perses són les dels palaus de Pasàrgada, Susa i Persèpolis. L'apadana més antiga és la de Pasagarda, obra de Cir II el Gran, però és potser més famosa la de Persèpolis, com a part del disseny original de Darios I el Gran però construïda per Xerxes I. L'apadana del palau d'hivern de Darios I el Gran a Susa té una extensió aproximada d'una hectàrea.
Hom considera que la precursora d'aquesta estructura persa es troba en la disposició dels edificis d'Urartu. Influí en altres estructures com els telesterion grecs.
L'apadana de Persèpolis té 112.000 metres quadrats. Setanta-dues columnes suportaven el sostre, cadascuna d'elles amb una alçada de 20 metres. Quedà destruïda l'any 331 aC per l'exèrcit d'Alexandre Magne, que deixà en peu només una columna. La pedra de les columnes s'utilitzà com a material de construcció per a assentaments propers, però després d'obres de reconstrucció dutes a terme en el segle xx, catorze estan novament en peu. A aquesta sala s'hi entra per dues escales monumentals, al nord i a l'est. Estan decorades amb relleus, que mostren els delegats de les 23 nacions sotmeses a l'Imperi Persa pagant un tribut a Darios I el Gran, que està representat en al centre, assegut. Els diversos delegats estan representats amb gran detall, cosa que permet conèixer els vestits i l'equipament dels diversos pobles de Pèrsia al segle v aC. Hi ha inscripcions en persa antic i elamita.